# Derrière la grande muraille
Pour plus de détails, voir Fiche technique et Distribution.
Derrière la grande muraille est un film français réalisé par Robert Ménégoz, sorti en 1958.

## Synopsis
Une jeune fille vient d'obtenir son diplôme d'ingénieur. Affectée à un chantier de construction d'une ligne de chemin de fer en montagne, elle parcourt une partie de la Chine pour rejoindre son poste, découvrant ainsi les difficultés auxquelles le pays est confronté pour préparer l'industrialisation qui lui est indispensable.

## Fiche technique
- Titre : Derrière la grande muraille
- Réalisation : Robert Ménégoz
- Scénario : Robert Ménégoz
- Commentaire de Simone de Beauvoir dit par François Périer
- Photographie : Jean Penzer et Joop Huisken
- Montage : Lola Barache et Victoria Mercanton
- Producteur : Claude Jaeger
- Production : Procinex
- Pays d'origine :  France
- Genre : Documentaire
- Durée : 68 minutes
- Date de sortie : 
  - France : 11 septembre 1958